# Danh sách loài Myrcia
Dưới đây là danh sách các loài thực vật có hoa thuộc chi Myrcia được chấp nhập bởi Plants of the World Online.
- Myrcia abbotiana (Urb.) Alain
- Myrcia abrantea (O.Berg) E.Lucas & Sobral
- Myrcia acevedoi (Alain) A.R.Lourenço & E.Lucas
- Myrcia acunae Borhidi
- Myrcia acutissima (Urb.) K.Campbell & K.Samra
- Myrcia adenophylla A.R.Lourenço & E.Lucas
- Myrcia adulterina T.Fern. & J.M.A.Braga
- Myrcia adunca Z.Acosta & K.Samra
- Myrcia aegiphylloides Mattos
- Myrcia aequatoriensis M.L.Kawas. & B.Holst
- Myrcia aerisea Z.Acosta & K.Samra
- Myrcia aethusa (O.Berg) N.Silveira
- Myrcia alatiramea Sobral & E.Lucas
- Myrcia albescens (Alain) Alain
- Myrcia albicans (Borhidi) Z.Acosta & K.Samra
- Myrcia albidotomentosa (Amshoff) McVaugh
- Myrcia albobrunnea McVaugh
- Myrcia albotomentosa DC.
- Myrcia aliena McVaugh
- Myrcia almasensis NicLugh.
- Myrcia altera Sobral
- Myrcia altomontana Sobral & Zorzan.
- Myrcia amanana Sobral & M.A.D.Souza
- Myrcia amapensis McVaugh
- Myrcia amarulenta (B.Holst) A.R.Lourenço & Sánchez-Cháv.
- Myrcia amazonica DC.
- Myrcia ambivalens McVaugh
- Myrcia amoena (Pilg.) A.R.Lourenço & E.Lucas
- Myrcia amplexicaulis (O.Berg) Hook.f.
- Myrcia ampliflora (M.L.Kawas.) A.R.Lourenço & E.Lucas
- Myrcia amplifolia T.Fern. & J.M.A.Braga
- Myrcia amshoffae (McVaugh) A.R.Lourenço & E.Lucas
- Myrcia anacardiifolia Gardner
- Myrcia anacletoi (Borhidi & O.Muñiz) Z.Acosta & K.Samra
- Myrcia anceps (Spreng.) O.Berg
- Myrcia anguerana (Sobral & Ibrahim) A.R.Lourenço & E.Lucas
- Myrcia angusta G.Don
- Myrcia anomala Cambess.
- Myrcia antillana McVaugh
- Myrcia antioquensis Parra-Os.
- Myrcia antonia (O.Berg) Mazine
- Myrcia apicata (C.Wright ex Griseb.) Z.Acosta & K.Samra
- Myrcia apiocarpa (O.Berg) N.Silveira
- Myrcia apoda (Urb.) Z.Acosta & K.Samra
- Myrcia apodocarpa Urb.
- Myrcia arachnicola (Sobral & M.C.Souza) A.R.Lourenço & E.Lucas
- Myrcia arborea (Urb. & Ekman) K.Campbell & Peguero
- Myrcia arcensis Z.Acosta & K.Samra
- Myrcia arenaria L.L.Santos, M.F.Sales & Sobral
- Myrcia arenicola (Urb.) Z.Acosta & K.Samra
- Myrcia areolata (McVaugh) E.Lucas & C.E.Wilson
- Myrcia ascendens M.F.Santos
- Myrcia asperorum Flickinger
- Myrcia atramentifera Barb.Rodr.
- Myrcia atropilosa (O.Berg) N.Silveira
- Myrcia atrorufa McVaugh
- Myrcia attenuata M.F.Santos
- Myrcia aurea NicLugh.
- Myrcia auriculata T.Fern., Sobral & J.M.A.Braga
- Myrcia auxotelica Sobral & Antunes
- Myrcia azulensis Z.Acosta & K.Samra
- Myrcia badia (O.Berg) N.Silveira
- Myrcia banilejoana (Alain) K.Campbell & Peguero
- Myrcia baracoensis (Borhidi) Z.Acosta & K.Samra
- Myrcia barituensis (Legname) B.Holst
- Myrcia barkeri (Ekman & Urb.) K.Campbell & Peguero
- Myrcia bartlettii (Standl.) A.R.Lourenço & Sánchez-Cháv.
- Myrcia basicordata Sobral
- Myrcia bella Cambess.
- Myrcia bergiana O.Berg
- Myrcia bergii (Krug & Urb.) Z.Acosta & K.Samra
- Myrcia bialata (Urb.) Z.Acosta & K.Samra
- Myrcia bicarinata (O.Berg) D.Legrand
- Myrcia bicolor Kiaersk.
- Myrcia biconvexa (M.C.Souza & Sobral) A.R.Lourenço & E.Lucas
- Myrcia billardiana (Kunth) DC.
- Myrcia bipennis (O.Berg) McVaugh
- Myrcia biptera (Amshoff) E.Lucas & C.E.Wilson
- Myrcia blanchetiana (O.Berg) Mattos
- Myrcia boanova (Sobral) A.R.Lourenço & E.Lucas
- Myrcia boldinghii (Urb.) K.Campbell & K.Samra
- Myrcia bolivarensis (Steyerm.) McVaugh
- Myrcia bonnetiasylvestris (Steyerm.) Steyerm.
- Myrcia borhidii O.Muñiz
- Myrcia botryophylla A.R.Lourenço & G.P.Burton
- Myrcia bracteata (Rich.) DC.
- Myrcia bracteosa (Urb. & Ekman) K.Campbell & Peguero
- Myrcia bredemeyeriana O.Berg
- Myrcia breviflora Sobral & M.A.D.Souza
- Myrcia brevispicata (McVaugh) K.Campbell & E.Lucas
- Myrcia brunnea Cambess.
- Myrcia buchenavioides (Parra-Os.) A.R.Lourenço & Parra-Os.
- Myrcia buxifolia Gardner
- Myrcia cacuminis L.Kollmann & Sobral
- Myrcia caesariata (McVaugh) E.Lucas & C.E.Wilson
- Myrcia calcicola Proctor
- Myrcia calderonii (Standl.) A.R.Lourenço & Sánchez-Cháv.
- Myrcia caloneura Sobral, M.A.D.Souza & M.F.Santos
- Myrcia calophylla (Urb. & Ekman) K.Campbell & Peguero
- Myrcia calycampa Amshoff
- Myrcia calyptrata (Griseb.) Z.Acosta & K.Samra
- Myrcia camapuanensis N.Silveira
- Myrcia cana (McVaugh) E.Lucas & C.E.Wilson
- Myrcia canaliculata (McVaugh) A.R.Lourenço & E.Lucas
- Myrcia canapuensis (Urb.) Z.Acosta & K.Samra
- Myrcia cancellata O.Berg
- Myrcia cantana M.A.D.Souza & Sobral
- Myrcia capitata O.Berg
- Myrcia carangola (Sobral & Leoni) A.R.Lourenço & E.Lucas
- Myrcia cardiaca O.Berg
- Myrcia cardiophylla Reichardt
- Myrcia carinata (M.L.Kawas. & B.Holst) A.R.Lourenço & E.Lucas
- Myrcia carioca A.R.Lourenço & E.Lucas
- Myrcia caroli (Britton & P.Wilson) Z.Acosta & K.Samra
- Myrcia carvalhoi NicLugh.
- Myrcia castanea M.A.D.Souza & Sobral
- Myrcia cataphyllata M.F.Santos
- Myrcia catharinensis (D.Legrand) NicLugh.
- Myrcia caudata (McVaugh) E.Lucas & C.E.Wilson
- Myrcia celaenensis E.Lucas & K.Samra
- Myrcia cerqueiria (Nied.) E.Lucas & Sobral
- Myrcia chapadensis S.Moore
- Myrcia chiapensis (Lundell) A.R.Lourenço & Sánchez-Cháv.
- Myrcia chionantha Flickinger
- Myrcia chonodisca E.Lucas & C.E.Wilson
- Myrcia chrysophylloides (Urb. & Ekman) K.Campbell & Peguero
- Myrcia chytraculia (L.) A.R.Lourenço & E.Lucas
- Myrcia cionei (Mattos) Mazine
- Myrcia circulensis Z.Acosta & K.Samra
- Myrcia circumdata Z.Acosta & K.Samra
- Myrcia citrifolia (Aubl.) Urb.
- Myrcia clarendonensis (Proctor) Flickinger
- Myrcia clarensis (Britton & P.Wilson) E.Lucas & K.Samra
- Myrcia clausa McVaugh
- Myrcia clavata Sobral
- Myrcia clavija Sobral
- Myrcia clementis (Britton & P.Wilson) E.Lucas & K.Samra
- Myrcia clusiifolia (Kunth) DC.
- Myrcia coelosepala Kiaersk.
- Myrcia colpodes Kiaersk.
- Myrcia compacta Z.Acosta & K.Samra
- Myrcia compactiflora (M.L.Kawas. & B.Holst) A.R.Lourenço & E.Lucas
- Myrcia compta McVaugh
- Myrcia concava McVaugh
- Myrcia concinna B.Holst & M.L.Kawas.
- Myrcia concisa Sobral & Leoni
- Myrcia conduplicata (B.Holst) A.R.Lourenço & E.Lucas
- Myrcia congestiflora Caliari & V.C.Souza
- Myrcia connata McVaugh
- Myrcia contrerasii (Lundell) A.R.Lourenço & Sánchez-Cháv.
- Myrcia convexivenia (B.Holst) E.Lucas & C.E.Wilson
- Myrcia cordiformis Mattos
- Myrcia cordiifolia DC.
- Myrcia corticosa (Sobral & M.A.D.Souza) K.Campbell & E.Lucas
- Myrcia costeira M.F.Santos
- Myrcia coumete (Aubl.) DC.
- Myrcia crassa Sobral
- Myrcia crassimarginata McVaugh
- Myrcia crebra (McVaugh) A.R.Lourenço & E.Lucas
- Myrcia crispa McVaugh
- Myrcia cristalensis Borhidi & O.Muñiz
- Myrcia cujabensis O.Berg
- Myrcia cuneifolia (Lundell) A.R.Lourenço & Sánchez-Cháv.
- Myrcia cuprea (O.Berg) Kiaersk.
- Myrcia curassavica (Amshoff) Stoffers
- Myrcia curta (Sobral & O.T.Aguiar) K.Campbell & E.Lucas
- Myrcia curtipendula NicLugh.
- Myrcia cuspidata (Mart. ex DC.) A.R.Lourenço & E.Lucas
- Myrcia cymatophylla E.Lucas & G.P.Burton
- Myrcia cymosa (O.Berg) Nied.
- Myrcia debilis Cambess.
- Myrcia decandra (Griseb.) Z.Acosta & K.Samra
- Myrcia decorticans DC.
- Myrcia deflexa (Poir.) DC.
- Myrcia delicata Gressler & Sobral
- Myrcia densa (DC.) Sobral
- Myrcia densiflora (Poepp. ex O.Berg) A.R.Lourenço & E.Lucas
- Myrcia densifolia (Urb. & Ekman) K.Campbell & Peguero
- Myrcia depressa (Urb.) K.Campbell & Peguero
- Myrcia dermatophylla Kiaersk.
- Myrcia diaphana (O.Berg) N.Silveira
- Myrcia diaz-piedrahitae Parra-Os. & A.Patiño
- Myrcia dichasialis McVaugh
- Myrcia dichrophylla D.Legrand
- Myrcia directa McVaugh
- Myrcia dispar McVaugh
- Myrcia divisoria Sobral & M.A.D.Souza
- Myrcia dolichopetala Kiaersk.
- Myrcia doniana O.Berg
- Myrcia dryadica (M.L.Kawas.) A.R.Lourenço & E.Lucas
- Myrcia egensis (O.Berg) McVaugh
- Myrcia ehrenbergiana (O.Berg) McVaugh
- Myrcia elattophylla Diels
- Myrcia elevata M.F.Santos
- Myrcia elliptifolia A.R.Lourenço & E.Lucas
- Myrcia enneantha (C.Wright) Z.Acosta & K.Samra
- Myrcia ensiformis (McVaugh) E.Lucas & C.E.Wilson
- Myrcia eriocalyx DC.
- Myrcia eriocephala (Urb.) K.Campbell & Peguero
- Myrcia eriopus DC.
- Myrcia ermitensis (Borhidi) Z.Acosta & K.Samra
- Myrcia espiritosantensis B.S.Amorim
- Myrcia estoraquensis (Parra-Os.) A.R.Lourenço & Parra-Os.
- Myrcia estremerae (Alain) E.Lucas & Acev.-Rodr.
- Myrcia eugenioides Cambess.
- Myrcia eugeniopsoides (D.Legrand & Kausel) Mazine
- Myrcia eumecephylla (O.Berg) Nied.
- Myrcia eveae Gaem & Mazine
- Myrcia exapata Sobral
- Myrcia exasperata (Borhidi) Z.Acosta & K.Samra
- Myrcia excoriata (Mart.) E.Lucas & C.E.Wilson
- Myrcia eximia DC.
- Myrcia exploratoris McVaugh
- Myrcia extranea McVaugh
- Myrcia fasciata McVaugh
- Myrcia fascicularis O.Berg
- Myrcia fasciculata (O.Berg) K.Campbell & K.Samra
- Myrcia fawcettii K.Campbell & K.Samra
- Myrcia federalis Bezerra & Faria
- Myrcia felisbertii (DC.) O.Berg
- Myrcia fenestrata DC.
- Myrcia fenzliana O.Berg
- Myrcia ferruginea (Poir.) DC.
- Myrcia ferruginosa Mazine
- Myrcia filibracteata Mattos & D.Legrand
- Myrcia flagellaris (D.Legrand) Sobral
- Myrcia flavoviridis (Urb.) Z.Acosta & K.Samra
- Myrcia florida Lem.
- Myrcia floridissima Sobral
- Myrcia florifera (McVaugh) Gaem & E.Lucas
- Myrcia foramina Z.Acosta & K.Samra
- Myrcia fosteri Croat
- Myrcia foveolata (B.Holst) M.F.Santos
- Myrcia fria Sobral
- Myrcia fusca B.Holst & M.L.Kawas.
- Myrcia fusiformis (M.L.Kawas.) A.R.Lourenço & E.Lucas
- Myrcia galanoana Z.Acosta & K.Samra
- Myrcia garciae (Alain & M.M.Mejía) K.Campbell & Peguero
- Myrcia gaudichaudiana (O.Berg) M.F.Santos
- Myrcia gentryi B.Holst
- Myrcia gestasiana Cambess.
- Myrcia gigantea (O.Berg) Nied.
- Myrcia gigantifolia M.L.Kawas. & Á.J.Pérez
- Myrcia gigas McVaugh
- Myrcia gilsoniana G.M.Barroso & Peixoto
- Myrcia glabra (O.Berg) D.Legrand
- Myrcia glabrescens (Krug & Urb.) Z.Acosta & K.Samra
- Myrcia glauca Cambess.
- Myrcia glazioviana Kiaersk.
- Myrcia glaziovii Mattos & D.Legrand
- Myrcia glomerata (Cambess.) G.P.Burton & E.Lucas
- Myrcia gollmeriana O.Berg
- Myrcia gomidesioides Kiaersk.
- Myrcia gonini McVaugh
- Myrcia govinha S.Moore
- Myrcia goyazensis Cambess.
- Myrcia graciliflora Sagot
- Myrcia gracilipes (C.Wright) Z.Acosta & K.Samra
- Myrcia grammica (Spreng.) A.R.Lourenço & E.Lucas
- Myrcia grandifolia Cambess.
- Myrcia grandis McVaugh
- Myrcia grazielae NicLugh.
- Myrcia guarujana Sobral, Magenta & Caliari
- Myrcia guavira Parodi
- Myrcia guavira-mi Parodi
- Myrcia guayabillo (Alain) K.Campbell & Peguero
- Myrcia guedesiae J.D.O.Melo & Stadnik
- Myrcia guianensis (Aubl.) DC.
- Myrcia guildingiana (Griseb.) E.Lucas & C.E.Wilson
- Myrcia gundlachii Krug & Urb.
- Myrcia haenkeana (O.Berg) Mattos
- Myrcia hanoverensis K.Campbell & Commock
- Myrcia hartwegiana (O.Berg) Kiaersk.
- Myrcia hatschbachii D.Legrand
- Myrcia hebepetala DC.
- Myrcia hedraiophylla A.R.Lourenço & E.Lucas
- Myrcia heliandina Diels
- Myrcia heringii D.Legrand
- Myrcia hernandezii Parra-Os.
- Myrcia heterochroa (Urb.) Z.Acosta & K.Samra
- Myrcia heteroclada (Urb. & Ekman) K.Campbell & Peguero
- Myrcia hexasticha Kiaersk.
- Myrcia hilariana O.Berg
- Myrcia hintonii (Lundell) A.R.Lourenço & Sánchez-Cháv.
- Myrcia hirtiflora DC.
- Myrcia hispida O.Berg
- Myrcia hoffmannseggii O.Berg
- Myrcia holstii E.Lucas & C.E.Wilson
- Myrcia hondurensis (Standl.) A.R.Lourenço & Sánchez-Cháv.
- Myrcia hotteana Urb. & Ekman
- Myrcia huallagae McVaugh
- Myrcia hydrophila Z.Acosta & K.Samra
- Myrcia hylobates (Standl. ex Amshoff) E.Lucas & K.Samra
- Myrcia hypericoides Cambess.
- Myrcia hypoleuca Spring ex Mart.
- Myrcia hypophaea Sobral
- Myrcia icnii Parra-Os.
- Myrcia imperfecta McVaugh
- Myrcia inaequiloba (DC.) Lemée
- Myrcia incompleta Sobral & M.A.D.Souza
- Myrcia inconspicua L.Kollmann & Sobral
- Myrcia induta McVaugh
- Myrcia innovans Kiaersk.
- Myrcia insigniflora M.F.Santos
- Myrcia insignis (McVaugh) E.Lucas & C.E.Wilson
- Myrcia insularis Gardner
- Myrcia integra M.A.D.Souza & Sobral
- Myrcia intonsa (McVaugh) B.Holst
- Myrcia iranduba M.A.D.Souza & Sobral
- Myrcia irregularis (Sobral, M.A.D.Souza & Luize) K.Campbell & E.Lucas
- Myrcia isaiana G.M.Barroso & Peixoto
- Myrcia ishoaquinicca (M.L.Kawas. & B.Holst) A.R.Lourenço & E.Lucas
- Myrcia izabalana (Lundell) A.R.Lourenço & Sánchez-Cháv.
- Myrcia javariana Sobral & M.A.D.Souza
- Myrcia jefensis (B.Holst & M.L.Kawas.) A.R.Lourenço & E.Lucas
- Myrcia jimenoana (Alain) K.Campbell & Peguero
- Myrcia johnstonii (McVaugh) A.R.Lourenço & Parra-Os.
- Myrcia karlingii (Standl.) A.R.Lourenço & Sánchez-Cháv.
- Myrcia karuaiensis (Steyerm.) E.Lucas & C.E.Wilson
- Myrcia karwinskyana (O.Berg) A.R.Lourenço & Sánchez-Cháv.
- Myrcia killipii (Standl.) A.R.Lourenço & Parra-Os.
- Myrcia krugii (Kiaersk.) E.Lucas & Acev.-Rodr.
- Myrcia krugioides (McVaugh) A.R.Lourenço & E.Lucas
- Myrcia kylistophylla B.Holst
- Myrcia lacerdaeana O.Berg
- Myrcia lacunosa (O.Berg) N.Silveira
- Myrcia laevis G.Don
- Myrcia landimiana Proença & M.Ibrahim
- Myrcia lanuginosa O.Berg
- Myrcia lapidulosa B.Holst & M.L.Kawas.
- Myrcia laricina (O.Berg) Burret ex Luetzelb.
- Myrcia lascada Sobral
- Myrcia lasiantha DC.
- Myrcia laxa Sobral & M.A.D.Souza
- Myrcia laxiflora Cambess.
- Myrcia legrandii A.R.Lourenço & E.Lucas
- Myrcia lenheirensis Kiaersk.
- Myrcia leonis (Borhidi & O.Muñiz) Z.Acosta & K.Samra
- Myrcia lepida (McVaugh) A.R.Lourenço & E.Lucas
- Myrcia levisensis (Bisse & Am.Rodr.) Z.Acosta & K.Samra
- Myrcia liesneri B.Holst
- Myrcia lignosa Villarroel & Proença
- Myrcia ligustrina (McVaugh) E.Lucas & C.E.Wilson
- Myrcia lilloi (Speg.) E.Lucas & K.Samra
- Myrcia limoncillo (Alain) K.Campbell & Peguero
- Myrcia linearifolia Cambess.
- Myrcia linearis (Alain) Z.Acosta & K.Samra
- Myrcia littoralis DC.
- Myrcia lituatinervia (O.Berg) E.Lucas & C.E.Wilson
- Myrcia lojensis B.Holst & M.L.Kawas.
- Myrcia lomensis (Urb.) Z.Acosta & K.Samra
- Myrcia lonchophylla A.R.Lourenço & E.Lucas
- Myrcia longicalyptrata (B.Holst & M.L.Kawas.) A.R.Lourenço & E.Lucas
- Myrcia longipaniculata Caliari & V.C.Souza
- Myrcia longiramea M.A.D.Souza & Sobral
- Myrcia longisepala B.S.Amorim
- Myrcia loranthifolia (DC.) G.P.Burton & E.Lucas
- Myrcia lozanoi (Parra-Os.) A.R.Lourenço & Parra-Os.
- Myrcia lucasiae R.B.Almeida, Antar & B.S.Amorim
- Myrcia lughadhae B.S.Amorim
- Myrcia luquillensis (Alain) E.Lucas & A.R.Lourenço
- Myrcia luschnathiana O.Berg
- Myrcia lutescens Cambess.
- Myrcia macaca Sobral & M.A.D.Souza
- Myrcia macrantha (Standl. & Steyerm.) A.R.Lourenço & Sánchez-Cháv.
- Myrcia macrocalyx Faria & Soares-Silva
- Myrcia macrocarpa DC.
- Myrcia macucana Sobral
- Myrcia maculata M.F.Santos
- Myrcia madida McVaugh
- Myrcia maestrensis (Urb.) Alain
- Myrcia magna D.Legrand
- Myrcia magnifolia (O.Berg) Kiaersk.
- Myrcia maguirei (McVaugh) E.Lucas & C.E.Wilson
- Myrcia majaguitana Alain & M.M.Mejía
- Myrcia manacalensis Urb.
- Myrcia manausensis M.A.D.Souza & Sobral
- Myrcia mansoniana O.Berg
- Myrcia manuensis (B.Holst & M.L.Kawas.) A.R.Lourenço & E.Lucas
- Myrcia maraana Sobral & M.A.D.Souza
- Myrcia margaretiae (Alain) Alain
- Myrcia marianae Stagg. & E.Lucas
- Myrcia maritima (Sobral & Bertoncello) A.R.Lourenço & E.Lucas
- Myrcia marliereana A.R.Lourenço & E.Lucas
- Myrcia marmeladensis (Urb. & Ekman) K.Campbell & Peguero
- Myrcia martiusiana (DC.) A.R.Lourenço & E.Lucas
- Myrcia martorellii (Alain) E.Lucas & Acev.-Rodr.
- Myrcia mathewsiana (O.Berg) McVaugh
- Myrcia matogrossensis Faria & Sobral
- Myrcia maxima (McVaugh) A.R.Lourenço & Parra-Os.
- Myrcia maximiliana O.Berg
- Myrcia maxonii (Britton & Urb.) Flickinger
- Myrcia mayana (Lundell) A.R.Lourenço & Sánchez-Cháv.
- Myrcia mayarensis (Borhidi) Z.Acosta & K.Samra
- Myrcia mcvaughii (B.Holst) E.Lucas & C.E.Wilson
- Myrcia megapaniculata A.R.Lourenço & Parra-Os.
- Myrcia megistophylla (Standl.) A.R.Lourenço & Sánchez-Cháv.
- Myrcia melanophylla A.R.Lourenço & E.Lucas
- Myrcia melastomoides DC.
- Myrcia meridensis (Steyerm.) A.R.Lourenço & Parra-Os.
- Myrcia mesoamericana (P.E.Sánchez) A.R.Lourenço & Sánchez-Cháv.
- Myrcia micropetala (Mart.) Nied.
- Myrcia microphylla O.Berg
- Myrcia microstachya Krug & Urb.
- Myrcia minutiflora Sagot
- Myrcia mirabilis (Bisse & Am.Rodr.) Z.Acosta & K.Samra
- Myrcia mischophylla Kiaersk.
- Myrcia moaensis (Alain) A.R.Lourenço & E.Lucas
- Myrcia moctezumae (Sánchez-Cháv. & Zamudio) A.R.Lourenço & Sánchez-Cháv.
- Myrcia mollis (Kunth) DC.
- Myrcia monocarpa (Urb.) Z.Acosta & K.Samra
- Myrcia monoclada Sobral
- Myrcia montana Cambess.
- Myrcia monteverdensis (P.E.Sánchez) A.R.Lourenço & Sánchez-Cháv.
- Myrcia mornicola (Urb.) K.Campbell & Peguero
- Myrcia morroqueimadensis Kiaersk.
- Myrcia mucugensis Sobral
- Myrcia multiflora (Lam.) DC.
- Myrcia multiglomerata (Amshoff) E.Lucas & C.E.Wilson
- Myrcia multipunctata Mazine
- Myrcia munizii (Borhidi) Z.Acosta & K.Samra
- Myrcia mutabilis (O.Berg) N.Silveira
- Myrcia myrcioides (Mattos & D.Legrand) Mattos
- Myrcia myriantha McVaugh
- Myrcia myrtillifolia DC.
- Myrcia nandu-apysa Parodi
- Myrcia neesiana DC.
- Myrcia neoacunae Z.Acosta & K.Samra
- Myrcia neoaequatoriensis A.R.Lourenço & E.Lucas
- Myrcia neoblanchetiana Sobral & E.Lucas
- Myrcia neobracteata A.R.Lourenço & E.Lucas
- Myrcia neobuxifolia E.Lucas & C.E.Wilson
- Myrcia neocambessedeana E.Lucas & Sobral
- Myrcia neocapitata K.Campbell & E.Lucas
- Myrcia neocaudata A.R.Lourenço & E.Lucas
- Myrcia neoclusiifolia A.R.Lourenço & E.Lucas
- Myrcia neocollina K.Campbell & Peguero
- Myrcia neocuprea E.Lucas & C.E.Wilson
- Myrcia neodimorpha E.Lucas & C.E.Wilson
- Myrcia neodoniana Mattos
- Myrcia neoelegans K.Campbell & K.Samra
- Myrcia neoestrellensis E.Lucas & C.E.Wilson
- Myrcia neoforsteri A.R.Lourenço & E.Lucas
- Myrcia neofusca A.R.Lourenço & E.Lucas
- Myrcia neoglabra E.Lucas & C.E.Wilson
- Myrcia neograndis K.Campbell & Peguero
- Myrcia neohernandezii A.R.Lourenço & Sánchez-Cháv.
- Myrcia neohotteana K.Campbell & Peguero
- Myrcia neoimperfecta E.Lucas & C.E.Wilson
- Myrcia neoinvolucrata K.Campbell & Peguero
- Myrcia neokiaerskovii E.Lucas & K.Samra
- Myrcia neolaevigata K.Campbell & Peguero
- Myrcia neolitoralis K.Campbell & Peguero
- Myrcia neolucida A.R.Lourenço & E.Lucas
- Myrcia neomacrocarpa A.R.Lourenço & E.Lucas
- Myrcia neomacrophylla E.Lucas & C.E.Wilson
- Myrcia neomcvaughii K.Campbell & E.Lucas
- Myrcia neomontana E.Lucas & C.E.Wilson
- Myrcia neomyrcioides K.Campbell & Peguero
- Myrcia neoobscura E.Lucas & C.E.Wilson
- Myrcia neooreophila E.Lucas & K.Samra
- Myrcia neopalustris K.Campbell & Peguero
- Myrcia neopauciflora Sobral
- Myrcia neopicardae K.Campbell & Peguero
- Myrcia neoregeliana E.Lucas & C.E.Wilson
- Myrcia neoriedeliana E.Lucas & C.E.Wilson
- Myrcia neorostrata Sobral
- Myrcia neorubella A.R.Lourenço & E.Lucas
- Myrcia neosalicifolia K.Campbell & Peguero
- Myrcia neoschomburgkiana E.Lucas & C.E.Wilson
- Myrcia neosintenisii K.Campbell & Peguero
- Myrcia neosmithii K.Campbell & K.Samra
- Myrcia neospeciosa A.R.Lourenço & E.Lucas
- Myrcia neospruceana E.Lucas & Sobral
- Myrcia neosuaveolens E.Lucas & C.E.Wilson
- Myrcia neothomasiana A.R.Lourenço & E.Lucas
- Myrcia neotovarensis E.Lucas & C.E.Wilson
- Myrcia neovelutina E.Lucas & C.E.Wilson
- Myrcia neovenulosa A.R.Lourenço & Sánchez-Cháv.
- Myrcia neoverticillaris E.Lucas & C.E.Wilson
- Myrcia neoyaquensis K.Campbell & Peguero
- Myrcia nervata (M.L.Kawas. & B.Holst) A.R.Lourenço & E.Lucas
- Myrcia nesiotica Z.Acosta & K.Samra
- Myrcia neuwiedeana (O.Berg) E.Lucas & C.E.Wilson
- Myrcia nigricans (O.Berg) N.Silveira
- Myrcia nipensis (Borhidi & O.Muñiz) Z.Acosta & K.Samra
- Myrcia nitida Cambess.
- Myrcia nivea Cambess.
- Myrcia nobilis O.Berg
- Myrcia nodosa (Urb.) K.Campbell & K.Samra
- Myrcia nubicola McVaugh
- Myrcia nummularia (O.Berg) K.Campbell & Peguero
- Myrcia oblanceolata (Urb.) Z.Acosta & K.Samra
- Myrcia oblongata DC.
- Myrcia oblongifolia (R.A.Howard) Z.Acosta & K.Samra
- Myrcia obovata (O.Berg) Nied.
- Myrcia obumbrans (O.Berg) McVaugh
- Myrcia obversa (D.Legrand) E.Lucas & C.E.Wilson
- Myrcia occulta Faria & E.Lucas
- Myrcia ochraciflora M.F.Santos
- Myrcia ochroides O.Berg
- Myrcia oligantha O.Berg
- Myrcia oligostemon (Urb.) Alain
- Myrcia oreophila M.A.D.Souza & Sobral
- Myrcia otocalyx Gaem & L.L.Santos
- Myrcia ottonis (O.Berg) Flickinger
- Myrcia ouropretoensis Kiaersk.
- Myrcia ovata Cambess.
- Myrcia ovina Proença & Landim
- Myrcia ovoidea (McVaugh) K.Campbell & K.Samra
- Myrcia paivae O.Berg
- Myrcia palustris DC.
- Myrcia panamensis B.Holst & M.L.Kawas.
- Myrcia panicularis (O.Berg) N.Silveira
- Myrcia paradoxa (Urb.) Z.Acosta & K.Samra
- Myrcia parca Sobral
- Myrcia parviantha Z.Acosta & K.Samra
- Myrcia parvifolia A.R.Lourenço & E.Lucas
- Myrcia paucantha Z.Acosta & K.Samra
- Myrcia paulii-jonesii Aguilar, D.Santam. & A.Estrada
- Myrcia paxillata (McVaugh) A.R.Lourenço & Sánchez-Cháv.
- Myrcia peduncularis (Alain) E.Lucas & Acev.-Rodr.
- Myrcia pendens A.R.Lourenço & Sánchez-Cháv.
- Myrcia pendula Sobral
- Myrcia peninsularis (Bisse) Z.Acosta & K.Samra
- Myrcia pentagona McVaugh
- Myrcia perforata O.Berg
- Myrcia perlaevigata (Lundell) A.R.Lourenço & Sánchez-Cháv.
- Myrcia pertusa DC.
- Myrcia petenensis (Lundell) A.R.Lourenço & Sánchez-Cháv.
- Myrcia petricola Z.Acosta & K.Samra
- Myrcia petrophila Sobral
- Myrcia picachoana (Urb. & Ekman) K.Campbell & Peguero
- Myrcia picardae Krug & Urb.
- Myrcia pileata (D.Legrand) A.R.Lourenço & E.Lucas
- Myrcia pineticola Borhidi & O.Muñiz
- Myrcia pinetorum (Britton & P.Wilson) Z.Acosta & K.Samra
- Myrcia pinifolia Cambess.
- Myrcia piptocalyx M.A.D.Souza & Sobral
- Myrcia pistrinalis McVaugh
- Myrcia pitoniana (Urb. & Ekman) K.Campbell & Peguero
- Myrcia pittieri (Standl.) A.R.Lourenço & Sánchez-Cháv.
- Myrcia platycaula Diels
- Myrcia platyclada DC.
- Myrcia platyphylla (O.Berg) A.R.Lourenço & E.Lucas
- Myrcia pleophlebia (Diels) G.P.Burton & E.Lucas
- Myrcia plicata (McVaugh) A.R.Lourenço & E.Lucas
- Myrcia plusiantha Kiaersk.
- Myrcia pocsiana (Borhidi) Z.Acosta & K.Samra
- Myrcia poeppigiana O.Berg
- Myrcia polyantha DC.
- Myrcia polygama (O.Berg) M.F.Santos
- Myrcia polyneura (Urb.) Borhidi
- Myrcia polysticta (Urb.) Z.Acosta & K.Samra
- Myrcia popayanensis Hieron.
- Myrcia porphyrea McVaugh
- Myrcia portoricensis (Britton) Cedeño-Mald. & Breckon ex F.S.Axelrod
- Myrcia pozasiana (Urb.) Z.Acosta & K.Samra
- Myrcia prismatica Gaem
- Myrcia proctorii (Acev.-Rodr.) Acev.-Rodr. & K.Campbell
- Myrcia proencana Villarroel & Bezerra
- Myrcia prolaxa Z.Acosta & K.Samra
- Myrcia protracta (Urb.) Z.Acosta & K.Samra
- Myrcia psammophila Gaem & Farroñay
- Myrcia pseudoapoda (Bisse & Am.Rodr.) Z.Acosta & K.Samra
- Myrcia pseudobrunneica (Parra-Os.) A.R.Lourenço & Parra-Os.
- Myrcia pseudomarlierea Sobral
- Myrcia pseudomoaensis (Borhidi & O.Muñiz) Z.Acosta & K.Samra
- Myrcia pseudopauciflora A.R.Lourenço & E.Lucas
- Myrcia pseudospectabilis Sobral
- Myrcia pseudosplendens Sobral & Mazine
- Myrcia pseudovenulosa Stadnik & Sobral
- Myrcia psilophylla Flickinger
- Myrcia ptariensis (Steyerm.) McVaugh
- Myrcia pteropoda (O.Berg) A.R.Lourenço & E.Lucas
- Myrcia pubescens DC.
- Myrcia pubiflora DC.
- Myrcia pubipetala Miq.
- Myrcia pudica (McVaugh) E.Lucas & C.E.Wilson
- Myrcia pulchella (DC.) A.R.Lourenço & E.Lucas
- Myrcia pullei (Burret ex Amshoff) A.R.Lourenço & E.Lucas
- Myrcia pulvinata B.S.Amorim
- Myrcia pyrifolia (Desv.) Nied.
- Myrcia quitarensis (Benth.) Sagot
- Myrcia racemosa (O.Berg) Kiaersk.
- Myrcia racemulosa DC.
- Myrcia ramageana Krug & Urb.
- Myrcia ramiflora Sobral, Rigueira & E.Lucas
- Myrcia raminfinita L.Marinho & E.Lucas
- Myrcia ramuliflora (O.Berg) N.Silveira
- Myrcia regnelliana O.Berg
- Myrcia reitzii (D.Legrand) Mazine
- Myrcia restingae (Sobral) A.R.Lourenço & E.Lucas
- Myrcia resupinata (Vell.) M.F.Santos
- Myrcia reticulata Cambess.
- Myrcia reticulosa Miq.
- Myrcia retivenia (C.Wright) Urb.
- Myrcia retorta Cambess.
- Myrcia retusa (O.Berg) Nied.
- Myrcia revolutifolia McVaugh
- Myrcia rhodophylla (Ekman & Urb.) Z.Acosta & K.Samra
- Myrcia riodocensis G.M.Barroso & Peixoto
- Myrcia riverae A.Estrada, D.Santam. & Aguilar
- Myrcia robusta Sobral
- Myrcia rogersiana B.S.Amorim
- Myrcia rosangelae NicLugh.
- Myrcia rotundata (Amshoff) McVaugh
- Myrcia rubiginosa Cambess.
- Myrcia rufipes DC.
- Myrcia rufipila McVaugh
- Myrcia rufopilosa M.F.Santos
- Myrcia rufotomentosa (McVaugh) K.Campbell & E.Lucas
- Myrcia rugosior (McVaugh) E.Lucas & C.E.Wilson
- Myrcia ruiziana (O.Berg) A.R.Lourenço & Parra-Os.
- Myrcia rupestris M.F.Santos
- Myrcia rupicola D.Legrand
- Myrcia rupta M.L.Kawas. & B.Holst
- Myrcia ruschii B.S.Amorim
- Myrcia salamensis (Lundell) A.R.Lourenço & Sánchez-Cháv.
- Myrcia saliana Alain
- Myrcia salicifolia DC.
- Myrcia salticola (Steyerm.) McVaugh
- Myrcia salzmannii O.Berg
- Myrcia samuelssonii (Urb. & Ekman) K.Campbell & Peguero
- Myrcia sanisidrensis Steyerm.
- Myrcia santalucia (Sobral) A.R.Lourenço & E.Lucas
- Myrcia santateresana Sobral
- Myrcia saxatilis (Amshoff) McVaugh
- Myrcia schlechtendaliana (O.Berg) A.R.Lourenço & Sánchez-Cháv.
- Myrcia schottiana O.Berg
- Myrcia schottii (D.Legrand) M.F.Santos
- Myrcia scoparia (O.Berg) A.R.Lourenço & E.Lucas
- Myrcia scytophylla (Diels) E.Lucas & C.E.Wilson
- Myrcia selleana (Urb. & Ekman) K.Campbell & Peguero
- Myrcia selloi (Spreng.) N.Silveira
- Myrcia sericea G.Don
- Myrcia serrana B.S.Amorim
- Myrcia servata McVaugh
- Myrcia sessiliflora McVaugh
- Myrcia sessilis (McVaugh) A.R.Lourenço & Parra-Os.
- Myrcia sessilissima M.F.Santos
- Myrcia siberiensis (Villarroel, M.Nee & Proença) K.Campbell & E.Lucas
- Myrcia simulata (McVaugh) A.R.Lourenço & Parra-Os.
- Myrcia sintenisiana M.F.Santos
- Myrcia sipapensis McVaugh
- Myrcia skeldingii Proctor
- Myrcia skortzoviana (Mattos) E.Lucas & C.E.Wilson
- Myrcia solitaria (Sobral, O.T.Aguiar & Antunes) A.R.Lourenço & E.Lucas
- Myrcia sordida (Urb. & Ekman) K.Campbell & Peguero
- Myrcia sororopanensis Steyerm.
- Myrcia sparsiflora (M.L.Kawas. & B.Holst) A.R.Lourenço & E.Lucas
- Myrcia spathulifolia Proença
- Myrcia speciosa (Amshoff) McVaugh
- Myrcia spectabilis DC.
- Myrcia spicata (Amshoff) A.R.Lourenço & E.Lucas
- Myrcia spinifolia Borhidi & O.Muñiz
- Myrcia splendens (Sw.) DC.
- Myrcia sporadosticta Kiaersk.
- Myrcia sprengeliana O.Berg
- Myrcia springiana (O.Berg) Kiaersk.
- Myrcia squamata (Mattos & D.Legrand) Mattos
- Myrcia stenocarpa Krug & Urb.
- Myrcia stenocymbia Diels
- Myrcia stewartiana O.Berg
- Myrcia sticta Sobral & M.A.D.Souza
- Myrcia stictophylla (O.Berg) N.Silveira
- Myrcia stigmatosa O.Berg
- Myrcia straminea (B.Holst) A.R.Lourenço & E.Lucas
- Myrcia stricta (O.Berg) Kiaersk.
- Myrcia strigipes Mart.
- Myrcia strigosa A.R.Lourenço & E.Lucas
- Myrcia styphelantha A.R.Lourenço & E.Lucas
- Myrcia subacuminata (Kiaersk.) M.F.Santos
- Myrcia subalpestris DC.
- Myrcia subavenia (O.Berg) N.Silveira
- Myrcia subcapitata (Urb.) Z.Acosta & K.Samra
- Myrcia subcordata DC.
- Myrcia subcordifolia B.Holst & M.L.Kawas.
- Myrcia suberosa M.F.Santos & T.Fern.
- Myrcia subglabra McVaugh
- Myrcia subobliqua (O.Berg) Nied.
- Myrcia suborbicularis (McVaugh) E.Lucas & C.E.Wilson
- Myrcia subsericea A.Gray
- Myrcia subsessilis O.Berg
- Myrcia subterminalis M.F.Santos
- Myrcia subulata (McVaugh) E.Lucas & C.E.Wilson
- Myrcia sucrei (G.M.Barroso & Peixoto) E.Lucas & C.E.Wilson
- Myrcia suffruticosa O.Berg
- Myrcia summa (McVaugh) M.F.Santos
- Myrcia susannae Borhidi
- Myrcia sylvatica (G.Mey.) DC.
- Myrcia symmetrica M.A.D.Souza & Sobral
- Myrcia tafelbergica Amshoff
- Myrcia tarauacana M.A.D.Souza & Sobral
- Myrcia teimosa Sobral
- Myrcia tenuiclada Z.Acosta & K.Samra
- Myrcia tenuifolia (O.Berg) Sobral
- Myrcia tenuipes (McVaugh) A.R.Lourenço & Sánchez-Cháv.
- Myrcia tenuivenosa Kiaersk.
- Myrcia tepuiensis Steyerm.
- Myrcia teresensis NicLugh.
- Myrcia terniflora (Urb. & Ekman) K.Campbell & Peguero
- Myrcia tessmannii (Burret ex McVaugh) A.R.Lourenço & E.Lucas
- Myrcia tetraloba D.F.Lima & E.Lucas
- Myrcia tetraphylla Sobral
- Myrcia tetraptera (O.Berg) A.R.Lourenço & E.Lucas
- Myrcia teuscheriana (O.Berg) M.F.Santos
- Myrcia thomasiana DC.
- Myrcia thomasii B.S.Amorim & A.R.Lourenço
- Myrcia thyrsoidea O.Berg
- Myrcia tiburoniana Urb. & Ekman
- Myrcia tijucensis Kiaersk.
- Myrcia toaensis Borhidi & O.Muñiz
- Myrcia tomentosa (Aubl.) DC.
- Myrcia tonii (Lundell) A.R.Lourenço & Sánchez-Cháv.
- Myrcia torta DC.
- Myrcia tortuosa (O.Berg) N.Silveira
- Myrcia tovarensis O.Berg
- Myrcia tresantha E.Lucas & Acev.-Rodr.
- Myrcia trichantha (Wawra) Sobral
- Myrcia tricona (D.Legrand) A.R.Lourenço & E.Lucas
- Myrcia tridymantha (Diels) A.R.Lourenço & E.Lucas
- Myrcia trimera E.Lucas & Sobral
- Myrcia truncata Sobral
- Myrcia tumida Sobral
- Myrcia tumidonodia (Schery) A.R.Lourenço & Parra-Os.
- Myrcia tussaciana (O.Berg) K.Campbell & K.Samra
- Myrcia tylophylla A.R.Lourenço & Sánchez-Cháv.
- Myrcia tytthoflora Z.Acosta & K.Samra
- Myrcia uaioai Sobral & M.A.D.Souza
- Myrcia ubatubana Mazine & Sobral
- Myrcia uberavensis O.Berg
- Myrcia umbelliformis (Krug & Urb.) K.Campbell & K.Samra
- Myrcia umbraticola (Kunth) E.Lucas & C.E.Wilson
- Myrcia unana Sobral, Faria & Villaroel
- Myrcia uncinata A.R.Lourenço & E.Lucas
- Myrcia undulata O.Berg
- Myrcia uniflora (McVaugh) E.Lucas & C.E.Wilson
- Myrcia urbaniana (Burret) Flickinger
- Myrcia valenzuelana (A.Rich.) Griseb.
- Myrcia variabilis DC.
- Myrcia vattimoi Mattos
- Myrcia vauthiereana O.Berg
- Myrcia velloziana O.Berg
- Myrcia vellozoi Mazine
- Myrcia velutiflora (Mattos & D.Legrand) Mattos
- Myrcia venosissima Sobral & P.L.Viana
- Myrcia ventuarensis (B.Holst) E.Lucas & C.E.Wilson
- Myrcia venulosa DC.
- Myrcia verrucosa Sobral
- Myrcia verticillaris O.Berg
- Myrcia verticillata M.L.Kawas. & B.Holst
- Myrcia vestita DC.
- Myrcia vexata (McVaugh) K.Campbell & K.Samra
- Myrcia virgata Cambess.
- Myrcia vittoriana Kiaersk.
- Myrcia warmingiana Kiaersk.
- Myrcia websteri (B.Holst & M.L.Kawas.) A.R.Lourenço & E.Lucas
- Myrcia wilsonii (Griseb.) K.Campbell & K.Samra
- Myrcia woodburyi (Alain) E.Lucas & Acev.-Rodr.
- Myrcia xylopioides (Kunth) DC.
- Myrcia yaraensis (Urb.) Z.Acosta & K.Samra
- Myrcia yasuniana (M.L.Kawas. & Á.J.Pérez) A.R.Lourenço & E.Lucas
- Myrcia zanquinensis (Ant.Molina) A.R.Lourenço & Sánchez-Cháv.
- Myrcia zetekiana (Standl.) B.Holst